# Cỏ Stylo
Cỏ Stylo (Stylosanthes) là loại cây bộ đậu, lưu niên, có thân đứng hoặc bò. Cỏ Stylo là nguồn thức ăn bổ sung protein rất có giá trị cho gia súc ăn cỏ đặc biệt là có khả năng chế biến thành bột cỏ.

## Các loài stylo ở Việt Nam
Cỏ Stylo gồm có các loài: Stylosanthes guianensis, Stylosanthes hamata, Stylosanthes scabra, Stylosanthes humilis. 
- Loài Stylosanthes guianensis (Stylo mảnh) gồm các giống: Cook, Schofield, Endevour, CIAT 184, Plus…. Stylosanthes guianensis Schofield được nhập vào Việt Nam sớm nhất và cho năng suất cao hơn cả nhưng thường bị nấm và chết. Stylosanthes guianensis Cook tuy năng suất thấp hơn nhưng ít bị nấm bệnh nên được trồng phổ biến nhất, đặc biệt trong các vùng trồng cây cao su ở miền Nam Việt Nam. Stylosanthes guianensis Endevour không thích nghi với điều kiện Việt Nam.
- Loài Stylosanthes humilis gồm 2 giống: Lawson và Gordon là cây một năm, năng suất thấp hơn các giống thuộc loài Stylosanthes guianensis nhưng khả năng kết hạt tốt. Giống Stylosanthes humilis Lawson tỏ ra thích ứng tốt ở miền Bắc, giống Stylosanthes humilis Gordon thích ứng tốt ở miền Nam.
- Loài Stylosanthes hamata có 2 giống Verano và Amiga là những giống cây hàng năm và năng suất khoảng 6 tấn chất khô/năm.
- Loài Stylosanthes scabra có một giống nhập về Việt Nam năm 1990 là cây lâu năm thân bụi cao nhất so với các giống đó nhập về từ trước tới nay nhưng chưa được trồng rộng rãi trong sản xuất.

## Đặc điểm sinh vật học
Cỏ Stylo có loại lưu niên, có loại hàng năm, thân đứng, thân bụi và có loại cao tới 1m. Cỏ có khả năng ra rễ ở thân, có loại thân nhiều lông nhưng cũng có loại thân ít lông, lúc non có màu xanh, khi giá chuyển sang mầu xanh sẫm hoặc tím.
Lá tẽ ba, đầu lá tầy, có nhiều hoặc ít lông mềm. Lá thường dài 2–3 cm, rộng 5-10mm, tỷ lệ thân/lá khoảng 5/7.
Thân chồi thẳng đứng có đốt ngắn, lá nhiều hơn cành ngang.
Hoa hình bông cuốn không sát nhau, có 70-120 chùm, có 5-9 hoa/chùm.
Quả đậu không có cuống, 7-8 hạt. Hạt vỏ cứng màu xám đen, trọng lượng 1.000 hạt thường 3-4g.
Rễ cỏ Stylo phát triển sâu cả trong điều kiện đất xấu bộ rễ vẫn có thể ăn sâu tới 70 cm.
Cây non mọc từ hạt phát triển chậm, dễ dụng lá và dễ bị hại trong thời gian 3 tháng đầu sau khi gieo. Nếu gieo vào cuối mùa khô (đầu mùa mưa) thì sau khi gieo cây non phát triển nhanh khoảng 5-6 tháng cây có thể cao tới 1m.

## Đặc điểm sinh thái
Cây có khả năng thích nghi rộng với các vùng sinh thái, lượng mưa từ 1500-2500mm. Lượng mưa 650 mm cây vẫn có thể sống được nhưng sinh trưởng rất kém. Cỏ Stylo cũng có thể chịu được ngập tạm thời, ở những nơi quá ẩm năng suất cỏ cũng bị giảm. Nhiệt độ thích hợp cho cỏ sinh trưởng phát triển là 15.5oC. Khi thiếu ánh sáng cỏ Stylo bị giảm năng suất. Cỏ Stylo có thể mọc được trên nhiều loại đất khác nhau: chua nghèo dinh dưỡng và có thể trồng xen với các cây ăn quả, chè, cà phê.

## Năng suất và chất lượng
Năng suất chất xanh của cỏ 75-100 tấn/ha/năm, tương ứng với 15-20 tấn chất khô/ha/năm.
Thành phần các chất dinh dưỡng: vật chất khô 23-24%, đạm thô 17-18%, xơ thô 28-31%, khoáng tổng số 8-10%, mỡ 1.55%.